# Haplogonaria arenaria
Haplogonaria arenaria är en plattmaskart som först beskrevs av Ax 1959.  Haplogonaria arenaria ingår i släktet Haplogonaria och familjen Haploposthiidae.
Artens utbredningsområde är Svarta Havet. Inga underarter finns listade i Catalogue of Life.